# Paul Bar

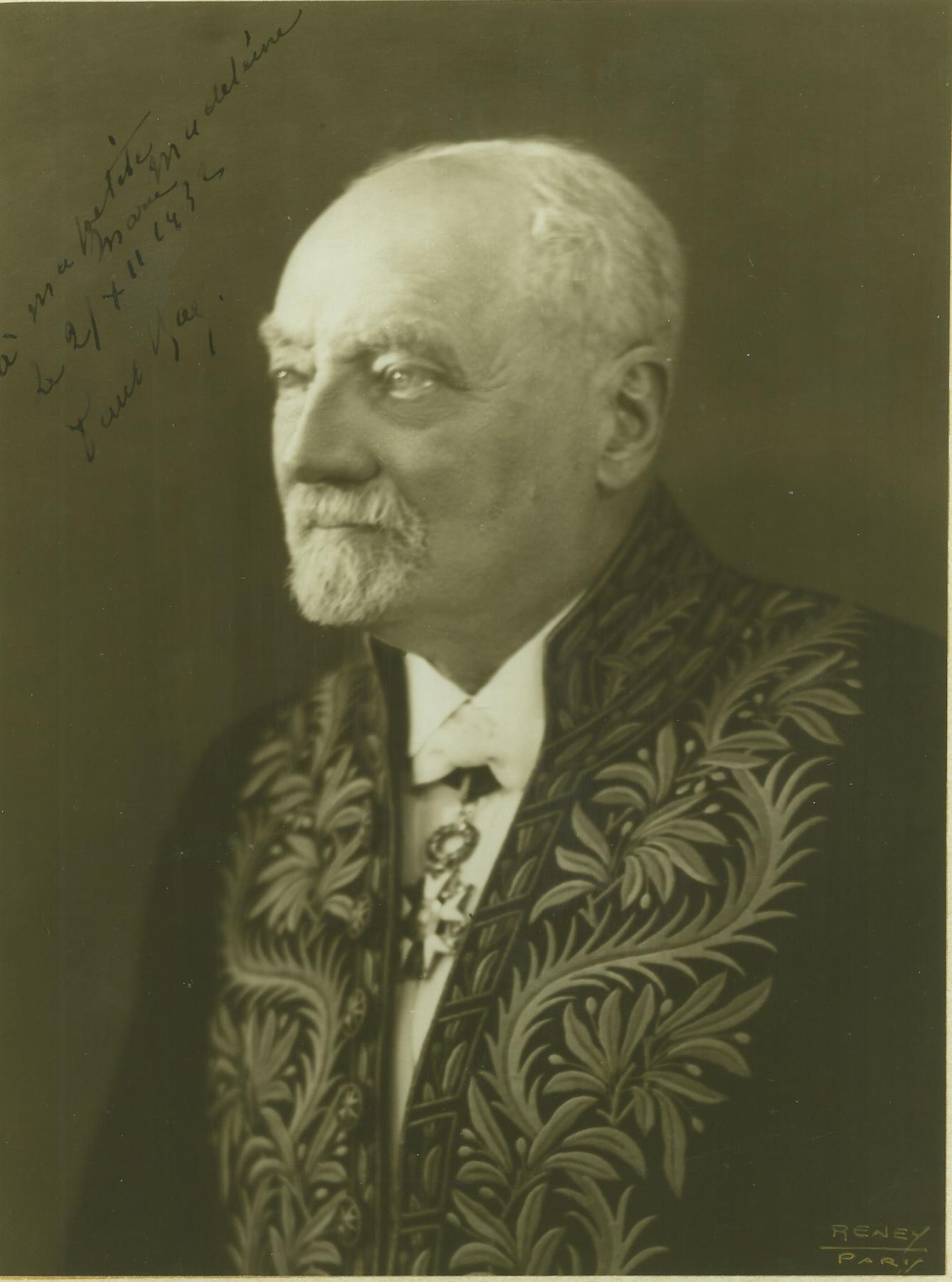
Paul Bar

Paul Jean Bar (* 5. November 1853 in Paris; † 26. November 1945 ebenda) war ein französischer Mediziner und Hochschullehrer. Er war Schüler von Stéphane Tarnier und gilt als einer der Begründer der modernen Geburtshilfe.
Nach dem Studium unter anderem bei Stéphane Tarnier promovierte Bar 1881. Seine Doktorarbeit trug den Titel Pathogénie de l’hydramnios. 1885 war er Leitender Arzt der Pariser Klinik Tenon. Leiter der gynäkologischen Abteilung war er später auch im Hôpital Saint-Louis und im Hôpital Saint-Antoine. Ab 1895 war er zum Professor berufen. Mitglied der Académie nationale de Médecine war er ab 1907. 1926 wurde er Vorsitzender derselben. Bar war Pionier der Antisepsis und organisierte erstmals die Hebammenausbildung in Frankreich. Eine von ihm entwickelte Nabelklemme trägt den Namen Clamp du Docteur BAR.

## Ehrungen
- Kommandeur der Ehrenlegion (10. Februar 1923)[3]